# Shohei Kishida
Shohei Kishida (岸田 翔平 Kishida Shohei?), född 3 april 1990 i Oita prefektur, är en japansk fotbollsspelare.
Kishida började sin karriär 2012 i Sagan Tosu. Efter Sagan Tosu spelade han för V-Varen Nagasaki, Oita Trinita och Mito HollyHock.